# DACS
Авторское общество художников и дизайнеров (DACS) (Design and Artists Copyright Society) - авторское общество Великобритании, занимающееся защитой авторских прав  визуальных художников. 
DACS было создано в 1984 году и за последние пять лет охватило по лицензионным платежам £34,5 миллионов произведений. 
Общество представляет 60,000 визуальных художников по всему миру через международную сеть авторских обществ. DACS является членом CISAC (Confédération Internationale des Sociétés d´Auteurs et Compositeurs). 

## История
DACS была основана в 1984 году группой художников и юристов , которые поняли необходимость защиты авторских прав  в Великобритании и необходимость оплачивать результаты их деятельности. 
Авторское вознаграждение общество выплачиваются художникам четыре раза в год. 25% денежных средств, собранных обществом идет на затраты общества.
В 2001 году DACS предложило новые коллективные лицензионные услуги для визуальных художников.  Художники, чьи работы были воспроизведены в Великобритании на некоторых телевизионных каналах Великобритании имеют право на долю доходов общества.
Великобритания присоединилась к Бернской конвенции 5 декабря 1887 года.
В своей работе DACS руководствуется Законом об охране авторских прав Великобритании, Бернской конвенцией об охране литературных и художественных произведений и др.

## Управление
DACS управляется советом из 9 директоров. Они включают в себя как художников и юристов. В октябре 2011 года DACS объявил о назначении Марка Стивенса  в качестве нового председателя Совета директоров, заменив Эндрю Поттера, который ушел в отставку в декабре 2011 года.

## Внешние ссылки
- Авторское общество художников и дизайнеров